# Haus der Gerichte

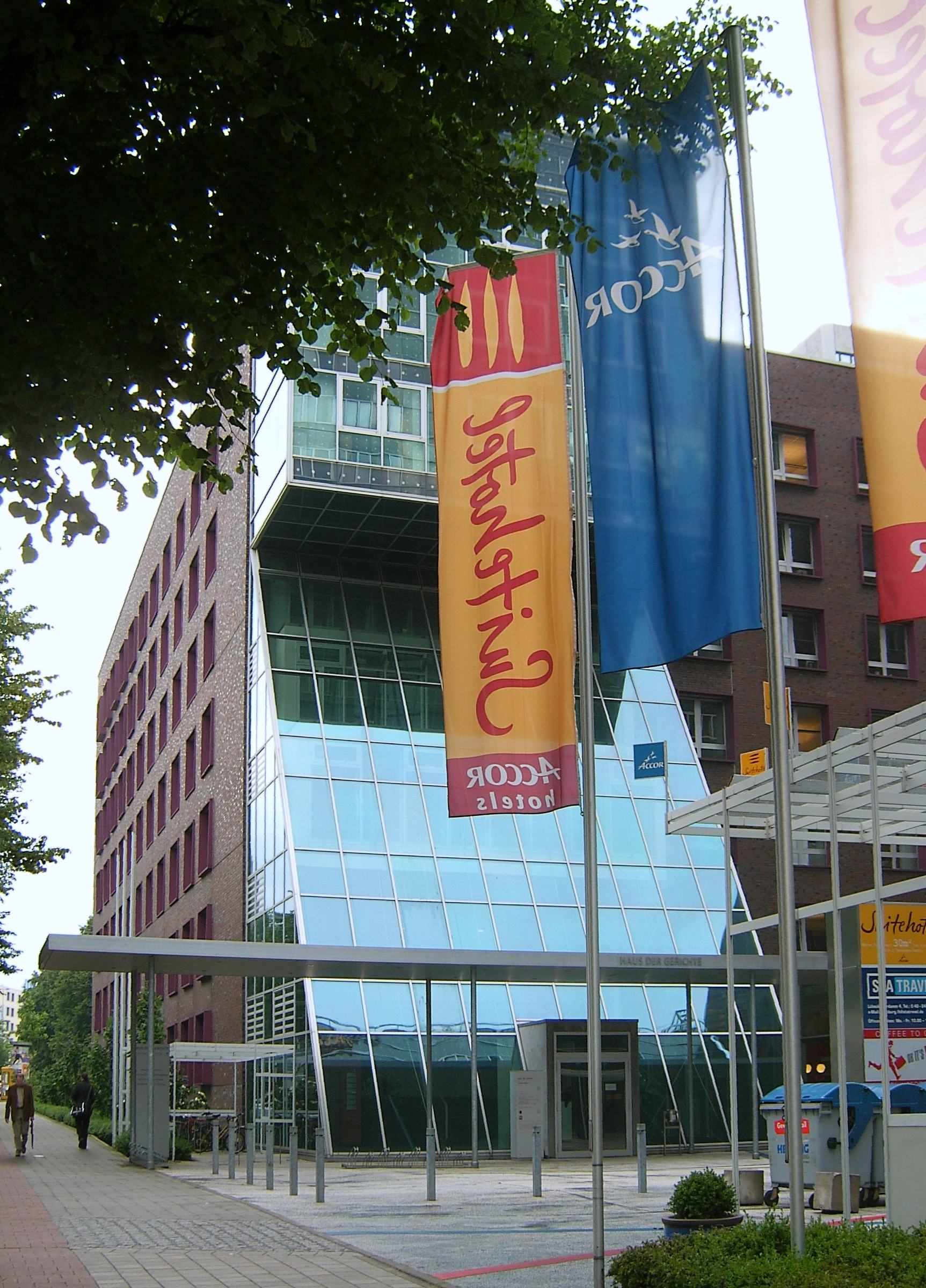
„Haus der Gerichte“

Das Haus der Gerichte in Hamburg ist Teil eines Neubauensemble im Stadtteil St. Georg an der Ecke der Straßen Berliner Tor und Lübeckertordamm, mit der Postadresse Lübeckertordamm 4. 

## Nutzung
Das Haus der Gerichte beherbergt 
- das Hamburgische Oberverwaltungsgericht,
- das Verwaltungsgericht Hamburg,
- den Hamburgischen Berufsgerichtshof für die Heilberufe
- das Hamburgische Berufsgericht für die Heilberufe
- das Finanzgericht Hamburg,
- das Amtsgericht Hamburg-St. Georg.

Neben dem Justizforum Hamburg am Sievekingplatz bildet es damit ein zweites Justizzentrum in Hamburg. Es wurde im Februar 2003 vom damaligen Justizsenator Roger Kusch eingeweiht. Gleichzeitig eröffnete Kusch offiziell das mit Bezug des Gebäudes neu gegründete Amtsgericht Hamburg St. Georg.
In dem Haus sind über 350 Justizbedienstete beschäftigt.

## Umfeld
In unmittelbarer Nähe befinden sich 
- die Hochschule für Angewandte Wissenschaften Hamburg
- ein Novotel Suites Hotel, mit dem sich das Haus der Gerichte die Tiefgarage teilt
- die Asklepios Klinik St. Georg (bis 2005: Allgemeines Krankenhaus St. Georg)
- der U-Bahnhof Lohmühlenstraße
- die Philips-Deutschland-Zentrale

Innerhalb von etwa 500 Metern Entfernung in Richtung Süden befinden sich 
- das Gymnasium Klosterschule
- die Handelsschule Berliner Tor
- das Gebäude der Hauptfeuerwache
- das Büro- und Geschäftsviertel Berliner Tor Center
- der U- und S-Bahnhof Berliner Tor

Koordinaten: 53° 33′ 26″ N, 10° 1′ 18″ O